# David Myrestam
David Myrestam (n. Suecia, 4 de abril de 1987) y es un futbolista sueco. Juega de defensa y actualmente milita en el FK Haugesund de la Tippeligaen de Noruega.

## Clubes
| Club          | País    | Año           |
| ------------- | ------- | ------------- |
| Mariehem SK   | Suecia  | 2006          |
| Umeå FC       | Suecia  | 2007-2009     |
| GIF Sundsvall | Suecia  | 2009-2012     |
| FK Haugesund  | Noruega | 2012-presente |